# Raión de Kamianka-Dniprovska
Kamianka-Dniprovska (en ucraniano: Кам'янсько-Дніпровський район) es un distrito de Ucrania en el óblast de Zaporiyia. 
Comprende una superficie de 1240 km².
La capital es la ciudad de Kamianka-Dniprovska.

## Demografía
Según estimación de 2010 contaba con una población total de 43.500 habitantes.

## Otros datos
El código KOATUU es 2322400000. El código postal 71300 y el prefijo telefónico +380 6138.